# Team Visma-Lease a Bike (Frauenteam)/Saison 2024
Diese Liste beschreibt die Mannschaft und die Siege des UCI Women’s WorldTeams Team Visma-Lease a Bike in der Saison 2024.

## Mannschaft
| Teamkader 2024                             | Teamkader 2024     | Teamkader 2024         | Teamkader 2024                |
| Name                                       | Geburtsdatum       | Land                   | Vorheriges Team               |
| ------------------------------------------ | ------------------ | ---------------------- | ----------------------------- |
| Carlijn Achtereekte                        | 29. Januar 1990    | Niederlande            |                               |
| Mijntje Geurts                             | 25. Oktober 2003   | Niederlande            | Lotto Dstny Ladies (2023)     |
| Anna Henderson                             | 14. November 1998  | Vereinigtes Königreich | Sunweb (2020)                 |
| Riejanne Markus                            | 1. September 1994  | Niederlande            | CCC-Liv (2020)                |
| Lieke Nooijen                              | 20. Juli 2001      | Niederlande            | Parkhotel Valkenburg (2023)   |
| Maud Oudeman                               | 29. September 2003 | Niederlande            | Canyon-SRAM Racing (2022)     |
| Rosita Reijnhout                           | 8. April 2004      | Niederlande            |                               |
| Linda Riedmann                             | 23. März 2003      | Deutschland            |                               |
| Eva van Agt                                | 18. März 1997      | Niederlande            | Le Col-Wahoo (2022)           |
| Fem van Empel                              | 3. September 2002  | Niederlande            | Pauwels Sauzen-Bingoal (2022) |
| Nienke Veenhoven                           | 20. März 2004      | Niederlande            |                               |
| Margaux Vigié                              | 21. Juli 1995      | Frankreich             | Lifeplus Wahoo (2023)         |
| Sophie von Berswordt                       | 21. Mai 1996       | Niederlande            |                               |
| Marianne Vos                               | 13. Mai 1987       | Niederlande            | CCC-Liv (2020)                |
| Femke de Vries (4. Jun.–31. Dez.)          | 16. April 1994     | Niederlande            | GT Krush Rebellease (2024)    |
| Imogen Wolff (1. Aug.–31. Dez., Stagiaire) | 26. März 2006      | Vereinigtes Königreich | Shibden Hope Tech Apex (2024) |
|                                            |                    |                        |                               |
| Quelle: ProCyclingStats                    |                    |                        |                               |

## Siege
| Siege    | Siege                                                        | Siege                  | Siege  | Siege                      | Siege |
| Datum    | Rennen                                                       | Staat                  | Klasse | Siegerin                   |       |
| -------- | ------------------------------------------------------------ | ---------------------- | ------ | -------------------------- | ----- |
| 27. Jan. | Cadel Evans Great Ocean Road Race                            | Australien             | 1.WWT  | Rosita Reijnhout           |       |
| 24. Feb. | Omloop Het Nieuwsblad                                        | Belgien                | 1.WWT  | Marianne Vos               |       |
| 27. Mär. | Dwars door Vlaanderen                                        | Belgien                | 1.Pro  | Marianne Vos               |       |
| 14. Apr. | Amstel Gold Race                                             | Niederlande            | 1.WWT  | Marianne Vos               |       |
| 30. Apr. | La Vuelta Femenina, 3. Etappe                                | Spanien                | 2.WWT  | Marianne Vos               |       |
| 4. Mai   | La Vuelta Femenina, 7. Etappe                                | Spanien                | 2.WWT  | Marianne Vos               |       |
| 17. Mai  | Veenendaal–Veenendaal Classic                                | Niederlande            | 1.1    | Riejanne Markus            |       |
| 8. Jun.  | Volta a Catalunya Women, 2. Etappe                           | Spanien                | 2.1    | Marianne Vos               |       |
| 9. Jun.  | Volta a Catalunya Women, Gesamtwertung                       | Spanien                | 2.1    | Marianne Vos               |       |
| 19. Jun. | Britische Meisterschaften, Einzelzeitfahren der Frauen       | Vereinigtes Königreich | CN     | Anna Henderson             |       |
| 19. Jun. | Niederländische Meisterschaften, Einzelzeitfahren der Frauen | Niederlande            | CN     | Riejanne Markus            |       |
| 25. Jul. | Princess Anna Vasa Tour, 1. Etappe                           | Polen                  | 2.2    | Team Visma \| Lease a Bike |       |
| 27. Jul. | Princess Anna Vasa Tour, 3. Etappe                           | Polen                  | 2.2    | Lieke Nooijen              |       |
| 28. Jul. | Princess Anna Vasa Tour, Gesamtwertung                       | Polen                  | 2.2    | Lieke Nooijen              |       |
| 28. Jul. | Princess Anna Vasa Tour, 4. Etappe                           | Polen                  | 2.2    | Lieke Nooijen              |       |
| 8. Sep.  | Tour de Romandie féminin, 3. Etappe                          | Schweiz                | 2.WWT  | Riejanne Markus            |       |

## UCI-Weltranglisten-Platzierungen
| UCI-Ranking | UCI-Ranking          | UCI-Ranking            | UCI-Ranking |
| Fahrerin    | Fahrerin             | Land                   | Punkte      |
| ----------- | -------------------- | ---------------------- | ----------- |
| 5.          | Marianne Vos         | Niederlande            | 2808.7 P.   |
| 28.         | Riejanne Markus      | Niederlande            | 1240 P.     |
| 37.         | Anna Henderson       | Vereinigtes Königreich | 1067.7 P.   |
| 72.         | Rosita Reijnhout     | Niederlande            | 618 P.      |
| 84.         | Lieke Nooijen        | Niederlande            | 534.3 P.    |
| 109.        | Nienke Veenhoven     | Niederlande            | 392.3 P.    |
| 173.        | Femke de Vries       | Niederlande            | 227 P.      |
| 175.        | Linda Riedmann       | Deutschland            | 223 P.      |
| 212.        | Fem van Empel        | Niederlande            | 193 P.      |
| 214.        | Maud Oudeman         | Niederlande            | 191.7 P.    |
| 415.        | Sophie von Berswordt | Niederlande            | 82.7 P.     |
| 516.        | Eva van Agt          | Niederlande            | 62.7 P.     |
| 709.        | Carlijn Achtereekte  | Niederlande            | 35 P.       |
| 1024.       | Mijntje Geurts       | Niederlande            | 14.3 P.     |